# Sven Rosengren
Sven Axel Rosengren, född 15 augusti 1928 i Skänninge, död 1983, var en svensk läkare.
Rosengren avlade studentexamen i Stockholm 1947, blev medicine kandidat vid Karolinska Institutet 1950 och medicine licentiat där 1954. Han var extra ordinarie amanuens och amanuens på allmänpatologiska institutionen vid Karolinska Institutet 1950–1954, amanuens på patologiska institutionen 1951–1952, underläkare på medicinska och kirurgiska avdelningar i Stockholm och Sollefteå periodvis 1951–1955, tillförordnad provinsialläkare i olika distrikt 1953–1955, underläkare på avdelningen för hud- och könssjukdomar på Örebro lasarett 1956–1958, underläkare vid hudkliniken på Karolinska sjukhuset 1959–1964, vid medicinska kliniken på Halmstads lasarett 1964–1967, konsulterande läkare i hudsjukdomar där 1967–1973 och överläkare vid dermatologiska mottagningen där sedan 1974.
Rosengren var praktiserande läkare i Halmstad från 1967 och industriläkare vid Malcusgruppen där från 1967. Han var bataljonsläkare i Fältläkarkårens reserv. Han var ordförande i Hallands travsällskap sedan 1969 och i IS Halmia sedan 1970.